# Europska hokejska federacija
Europska hokejska federacija (eng. European Hockey Federation) je krovna organizacija hokeja na travi i dvoranskog hokeja u Europi. Sjedište joj se nalazi u Dublinu, Republika Irska.
Organizira Europska prvenstva u hokeju na travi i europska klupska natjecanja (Euro Hockey League, Club Champions Cup).

## Članstvo (2013.)
- Armenija
- Austrija - Österreichischer Hockeyverband
- Azerbajdžan
- Belgija - l'Association Royale Belge de Hockey
- Bjelorusija - Белорусская федерация хоккея на траве
- Bugarska - Българска Федерация по Хокей на Трева
- Cipar
- Češka - Český Svaz Pozemního Hokeje
- Danska - Dansk Hockey Union
- Engleska - England Hockey
- Finska - Suomen Hockeyliitto
- Francuska - Fédération Française de Hockey
- Gibraltar - Gibraltar Hockey Association
- Grčka
- Gruzija
- Hrvatska - Hrvatski hokejski savez
- Irska - Irish Hockey
- Italija - Federazione Italiana Hockey
- Izrael
- Latvija
- Litva - Lietuvos žolės riedulio federacija
- Luksemburg
- Mađarska - Magyar Gyeplabda Szakszövetség
- Malta - Hockey Association Malta
- Moldavija
- Nizozemska - Koninklijke Nederlandse Hockey Bond
- Norveška - Norges Bandyforbund - Hockey
- Njemačka - Deutscher Hockey-Bund
- Poljska - Polski Związek Hokeja na Trawie
- Portugal - Federação Portuguesa de Hoquei
- Rumunjska
- Rusija
- Slovačka - Slovenský zväz pozemného hokeja
- Slovenija - Zveza za Hokej na Travi Slovenije
- Srbija
- Škotska - Scottish Hockey Union
- Španjolska - Real Federación Española de Hockey
- Švedska - Svenska Landhockeyförbundet
- Švicarska
- Turska
- Ukrajina - Федерація хокею на траві України
- Wales - Welsh Hockey Union/Undeb Hoci Cymru

## Vanjske poveznice
- Službene stranice